# Sẻ mặt vàng
Sẻ mặt vàng (danh pháp hai phần: Spinus yarrellii) là một loài chim thuộc họ Fringillidae.

## Môi trường sống
Chúng được tìm thấy ở Brasil và Venezuela.
Môi trường sống tự nhiên của chúng là các vùng núi ẩm nhiệt đới hoặc cận nhiệt đới, các vùng cây bụi, đất trồng và đô thị nhiệt đới hoặc cận nhiệt đới.